# Цезар (салат)
Сала́т «Це́зар» (англ. Caesar salad) — популярний салат, одна з найвідоміших страв північноамериканської кухні. У класичній версії основними складниками салату є пшеничні крутони (грінки), листя салату-ромен і тертий пармезан, заправлені соусом. Основа заправки «Цезар» — свіжі яйця, витримані 1 хвилину в окропі і охолоджені (або яйця в сорочечках). Далі яйця збивають з оливковою олією і приправляють часником, лимонним соком і вустерським соусом. У класичному вигляді салат виходить досить легким, тому до нього часто додають поживніші складові, наприклад, круте яйце або смажену курку.
Винахідником цього салату найчастіше називають італійського кулінара Цезаря Кардіні (Caesar Cardini), мексиканського ресторатора початку XX століття. Згодом початкова версія салату набула різноманітних перевтілень, і наразі цей салат можна пробувати з куркою, іншими видами м'яса, беконом, яйцями, помідорами, каперсами та ін. На різні смаки тепер можна знайти і соуси, які роблять з варених чи сирих жовтків, з анчоусами чи без, з різноманітними спеціями, кисліші чи більш приправлені. У 1953 році салат «Цезар» був відзначений Епікурейським товариством у Парижі як «найкращий рецепт, що з'явився в Америці за останні 50 років».